# Yamaha YZF
La Yamaha YZF est une série de modèles de motos sportives produites par Yamaha. La lignée des YZF débute en 1993 avec la 750. Elle se perpétue encore aujourd'hui.

## YZF 750 R

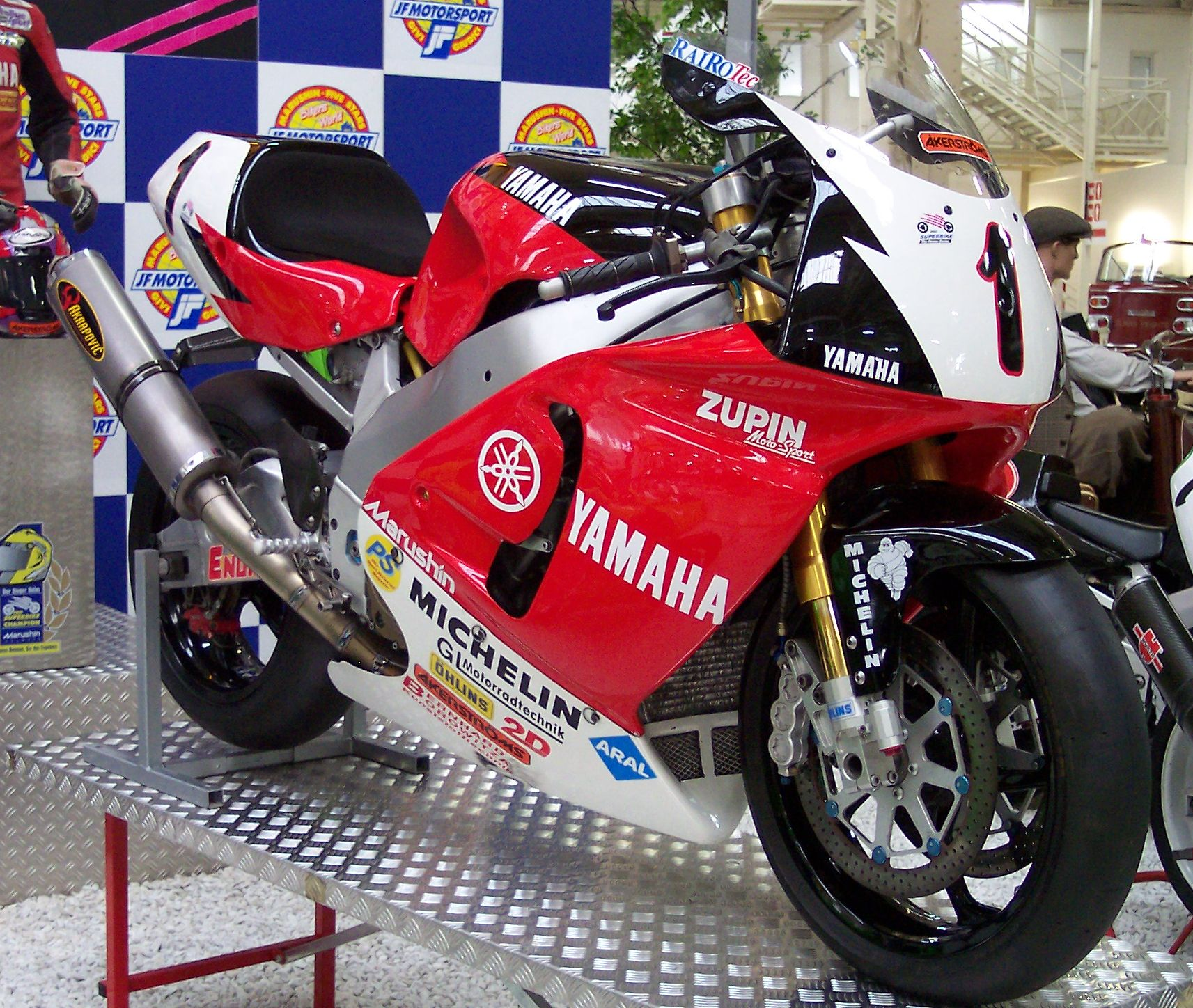
YZF 750 SP.

La YZF 750 R est présentée en 1993. Elle se veut une vraie machine de course pour la route. Elle utilise un quatre cylindres en ligne de 749 cm3 inséré dans un cadre Deltabox, identique à la YZF de course. Il développe 123 ch à 12 000 tr/min pour un couple de 7,8 kg m à 9 500 tr/min. Sa particularité est, comme toutes les Yamaha à moteur de type Genesis, de disposer de cinq soupapes par cylindre, issu d'une version modifiée de la FZR 750 R OW01 de Superbike. D'autre part, elle est équipée de la valve d'échappement Exup, qui modifie le diamètre d'échappement, ce qui améliore la puissance à bas et moyens régimes.
Une version encore plus sportive, la YZF 750 SP, sort en même temps. Elle est encore plus radicale avec des carburateurs spéciaux, une cartographie d'allumage spécifique, une selle monoplace.

## YZF 600 R Thundercat

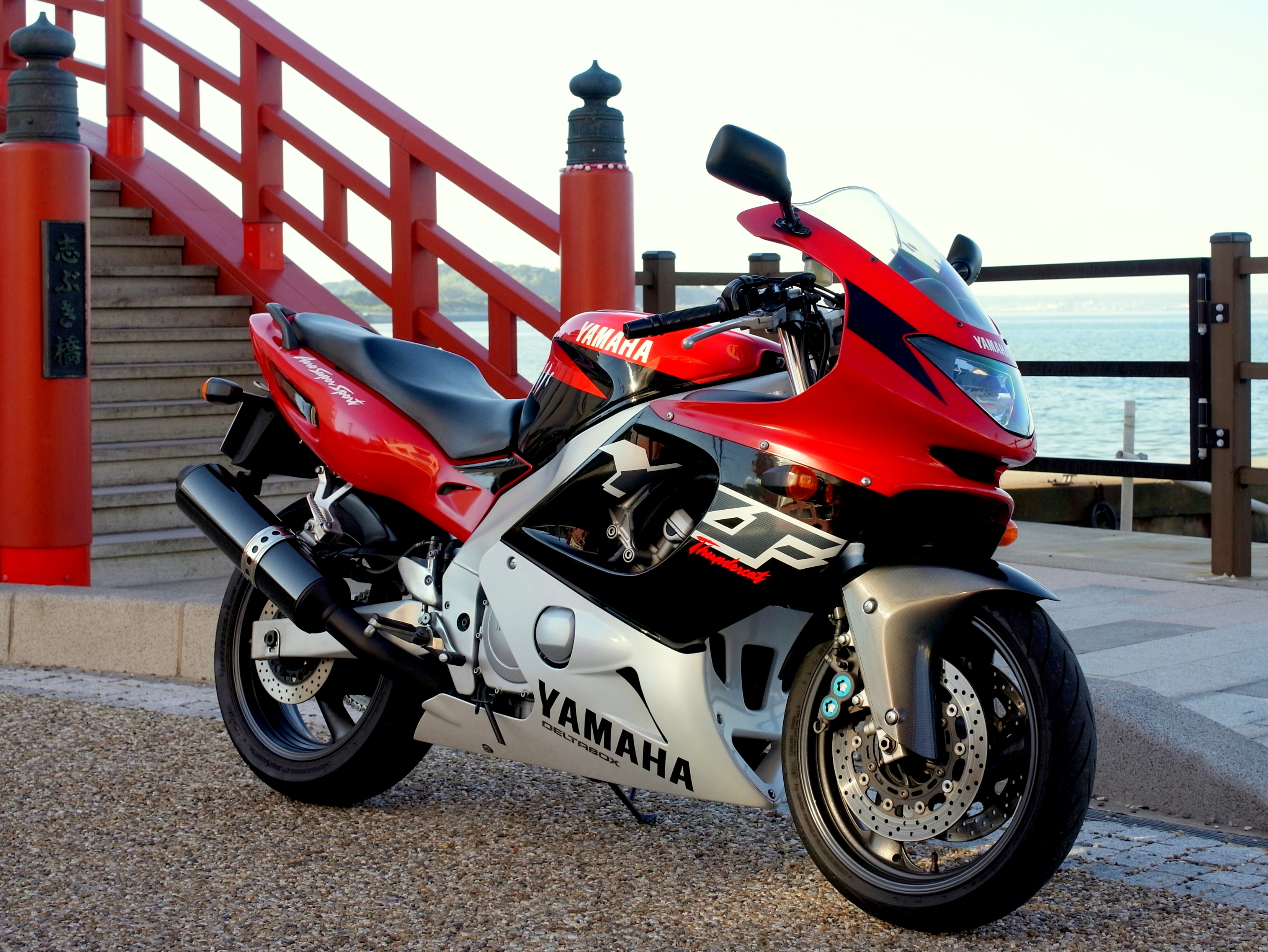
YZF 600 R Thundercat.

La T-Cat, apparue en 1996, dispose d'un moteur de quatre cylindres en ligne, à quatre carburateurs Keihin de 36 mm, développant 96 ch à 11 500 tr/min, couple maximum de 6,3 kg m à 9 600 tr/min, à refroidissement liquide ; elle bénéficie d'une boite de vitesses à six rapports. Elle pèse 187 kg à sec et 212 kg tous pleins faits.
La suspension avant est assurée par une fourche télescopique de diamètre 41 mm et la suspension arrière par un mono-amortisseur. Les deux sont réglables en précharge, compression et détente.
Présentée à l'époque comme une hypersport concurrente de la Honda 600 CBR, elle a été remplacée dès 1999 dans ce rôle par la très radicale YZF R6. Elle est néanmoins restée commercialisée en France jusqu'en 2003, et aux États-Unis au-delà de 2005.
Plus conviviale qu'une sportive pure et dure, tant pour le pilote que pour le passager, elle se classe plutôt, désormais, dans la catégorie des routières sportives (son cadre Deltabox, réalisé en acier, pèse de 8 à 10 kg de plus qu'un cadre en aluminium).
La contenance du réservoir d'essence est de 19 L (réserve 3,5 L). Sa vitesse maximale est de 245 km/h. 

## YZF 1000 Thunderace

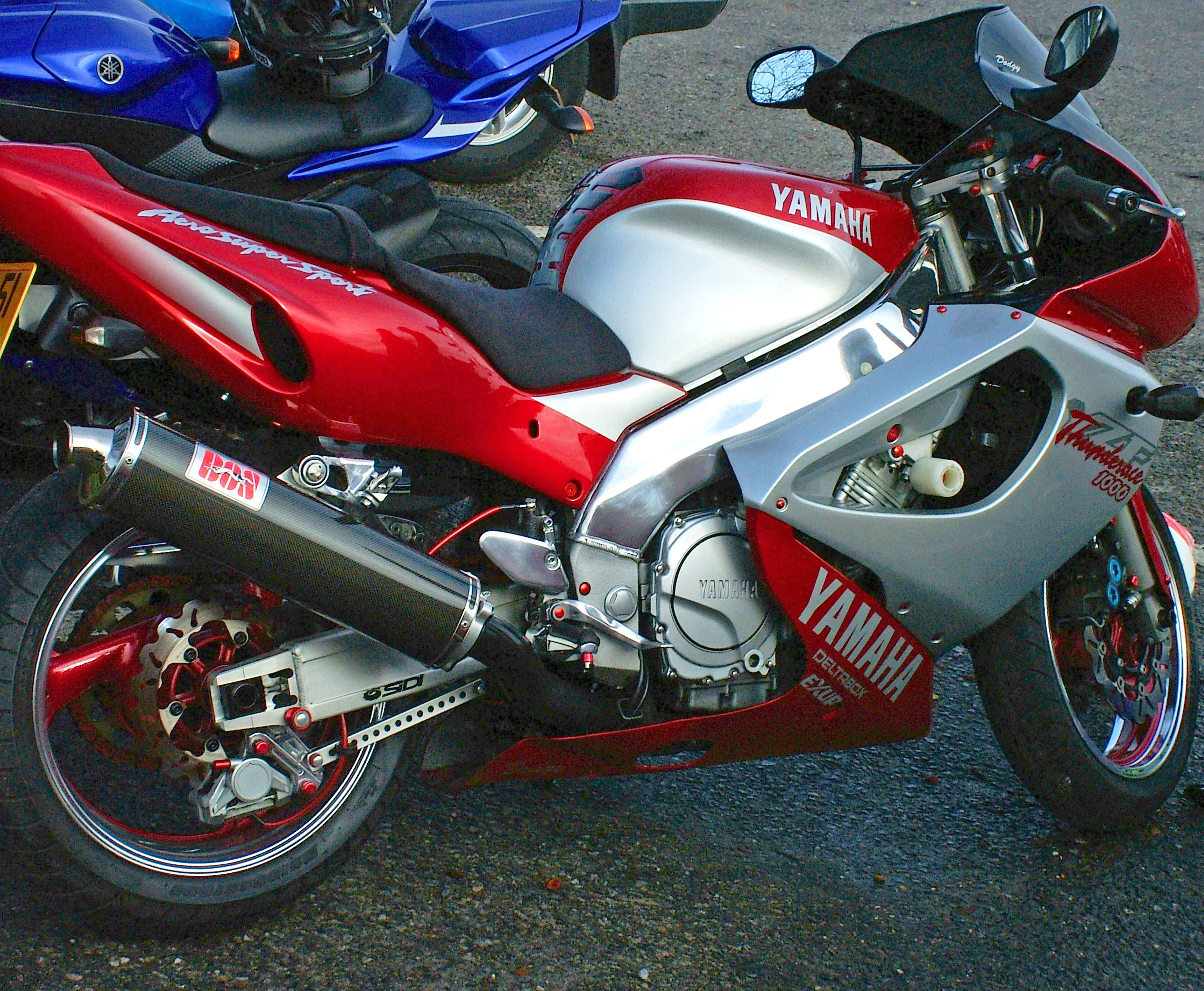
1000 Thunderace.

La Thunderace ou T-Ace est apparue en 1996, remplaçant la FZR 1000 Genesis.
On retrouve le quatre cylindres porté à 1 002 cm3, délivrant 145 ch, dans un cadre tout en aluminium.
Le réservoir de 20 L offre une autonomie suffisante pour envisager les longues escapades dans un compromis sport/route en duo, pénalisé vis-à-vis de ses consœurs sportives pur jus par un gabarit imposant et un poids élevé (198 kg à vide). On déplorera toutefois le placement des cale-pieds, un peu haut pour le confort du passager.
Elle était disponible en blanc/rouge, gris/noir, bleu/noir, gris/argent, rouge/argent. Ce modèle s'est arrêté en 2003.

## YZF R1
Reléguant sa devancière, la T-Ace, au rang de sport-GT, la R1 a provoqué une évolution de la gamme dans le monde de la moto sportive à sa sortie en 1998. Le but de Yamaha était de « créer la référence en matière de moto supersport performante » notamment grâce à « un moteur et un châssis de pointe alliés à un design agressif et reconnaissable ».
D'une puissance de 150 ch pour 177 kg, la première mouture de la R1 propose un rapport poids/puissance de machine de compétition. Une position de conduite confortable et des aspects pratiques ne faisaient pas partie du cahier des charges. Légèrement retouchée en 2000 au niveau du tête de fourche, de la selle passager, des rétroviseurs et du réservoir, la version 2000 gagne 2 ch et s'allège de 2 kg, notamment grâce à l'adoption d'un silencieux en titane et non plus en carbone, portant l'ensemble à 152 ch pour 175 kg.
Pour le projet 08R (future YZF-R1), Yamaha avait trois objectifs : avoir plus de puissance que n'importe quelle autre moto, moins de poids que ses rivales et être la plus compacte de sa catégorie. Le moteur le plus adapté était un quatre cylindres en ligne refroidi par liquide à cylindres inclinés, dérivé de la technologie Genesis développée en course par Yamaha, il est à peine plus large que le quatre cylindres de la 600 cm3. Un couvre-culasse en magnésium et un bloc-cylindres avec des chemises traitées à la céramique ont permis de gagner en légèreté. La culasse à cinq soupapes surmonte une chambre de combustion très compacte et des carburateurs de 40 mm, le tout associé à une valve Exup contrôlant le passage des gaz d'échappement pour accroitre puissance et couple à mi-régime. Le cadre Deltabox est réduit à sa plus simple expression, mais semble imposant par rapport au moteur.
Elle se radicalise de plus en plus à chaque évolution. Le modèle 2004 est encore plus puissant et toujours plus léger : 180 ch pour 172 kg.
Yamaha reprend le concept en 2004 sur une version appelée « Steel Fighter ». Basée sur le modèle 2003, la R1 reçoit un habillage conçu par l'équipe de Boxer Design, comprenant des écopes de radiateur, un sabot moteur, un carénage tête de fourche. L'ensemble est vendu 442 € de plus que la R1 2003. Pour des raisons d'homologation, elle équipée de guidons bracelets, mais une option permet de bénéficier d'un guidon plus haut.
Ce modèle est surtout destiné à écouler les stocks de modèle 2003, à moindre frais, avant l'arrivée du millésime 2004.
En 2006, une version SP voit le jour, encore plus orientée course. Limitée à 500 exemplaires, elle offre 3 ch supplémentaires, des suspensions Öhlins et des jantes Marchesini.
En 2007, Yamaha repart d'une feuille blanche et propose un modèle nouveau. La culasse à cinq soupapes laisse place à une inédite culasse à quatre soupapes.
En 2009, le calage du moteur est de type dit « crossplane ». Les manetons du vilebrequin sont à 90° les uns des autres au lieu d'être à 180° comme il est d'usage sur les quatre cylindres en ligne.
En 2012, elle bat un record sur le tour du Nürburgring en 7 min 10 s 89[réf. souhaitée].

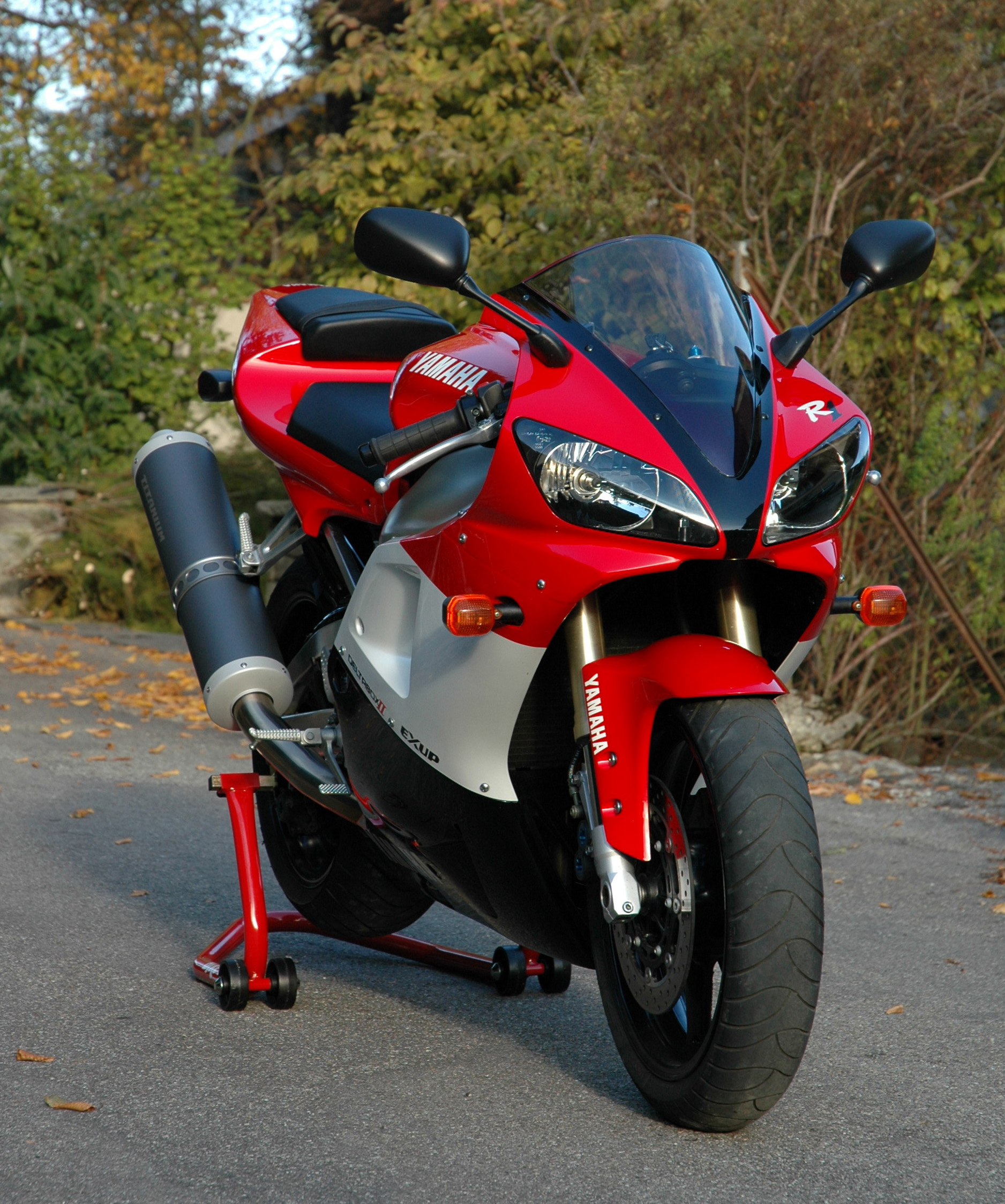
R1 modèle 2001.
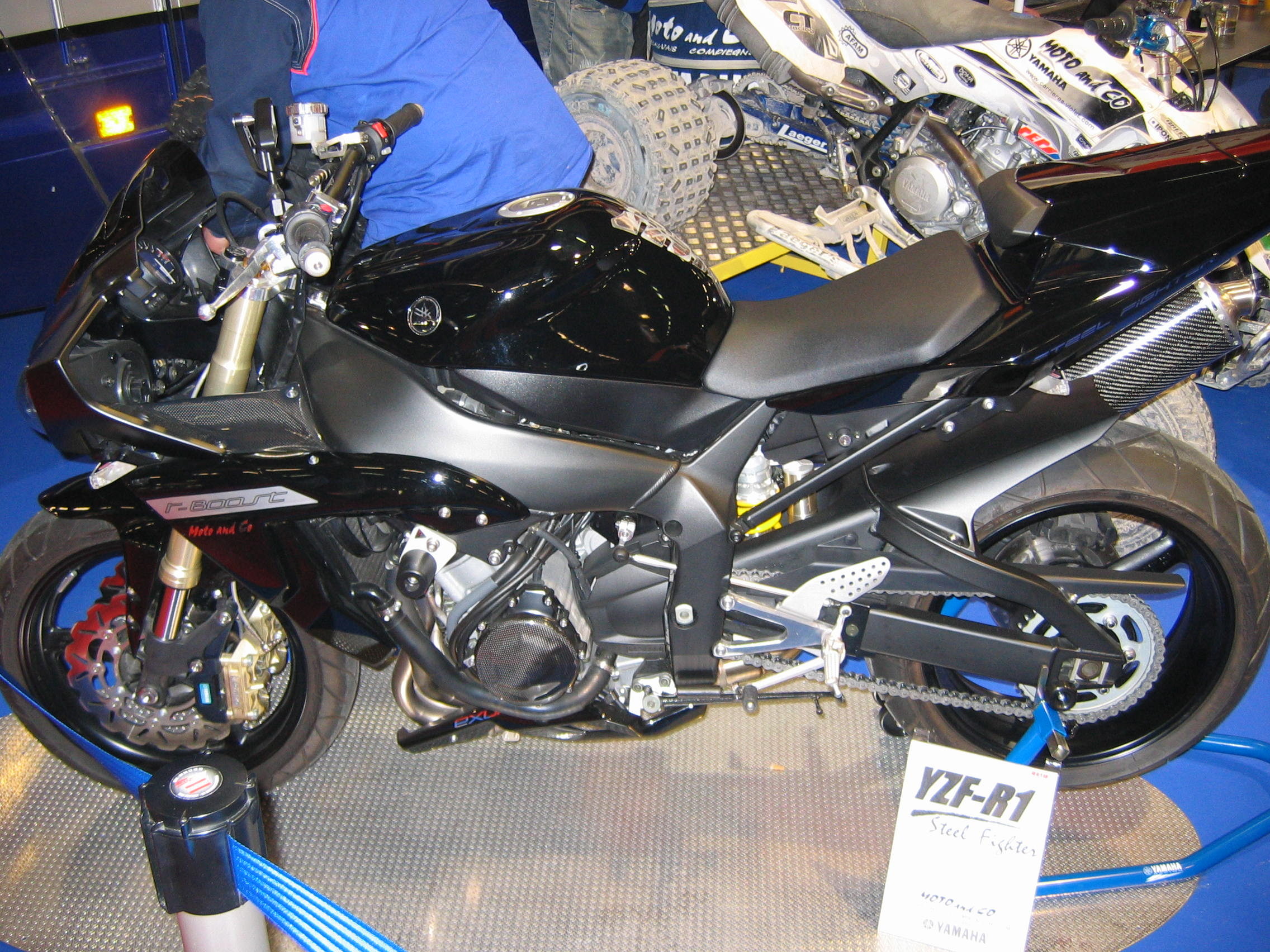
R1 Steel Fighter.
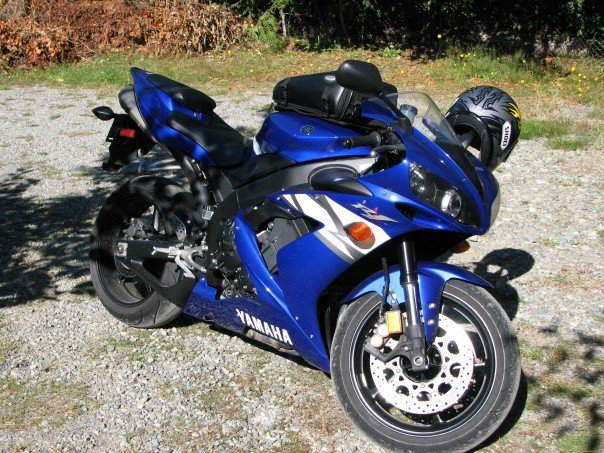
R1 modèle 2004.
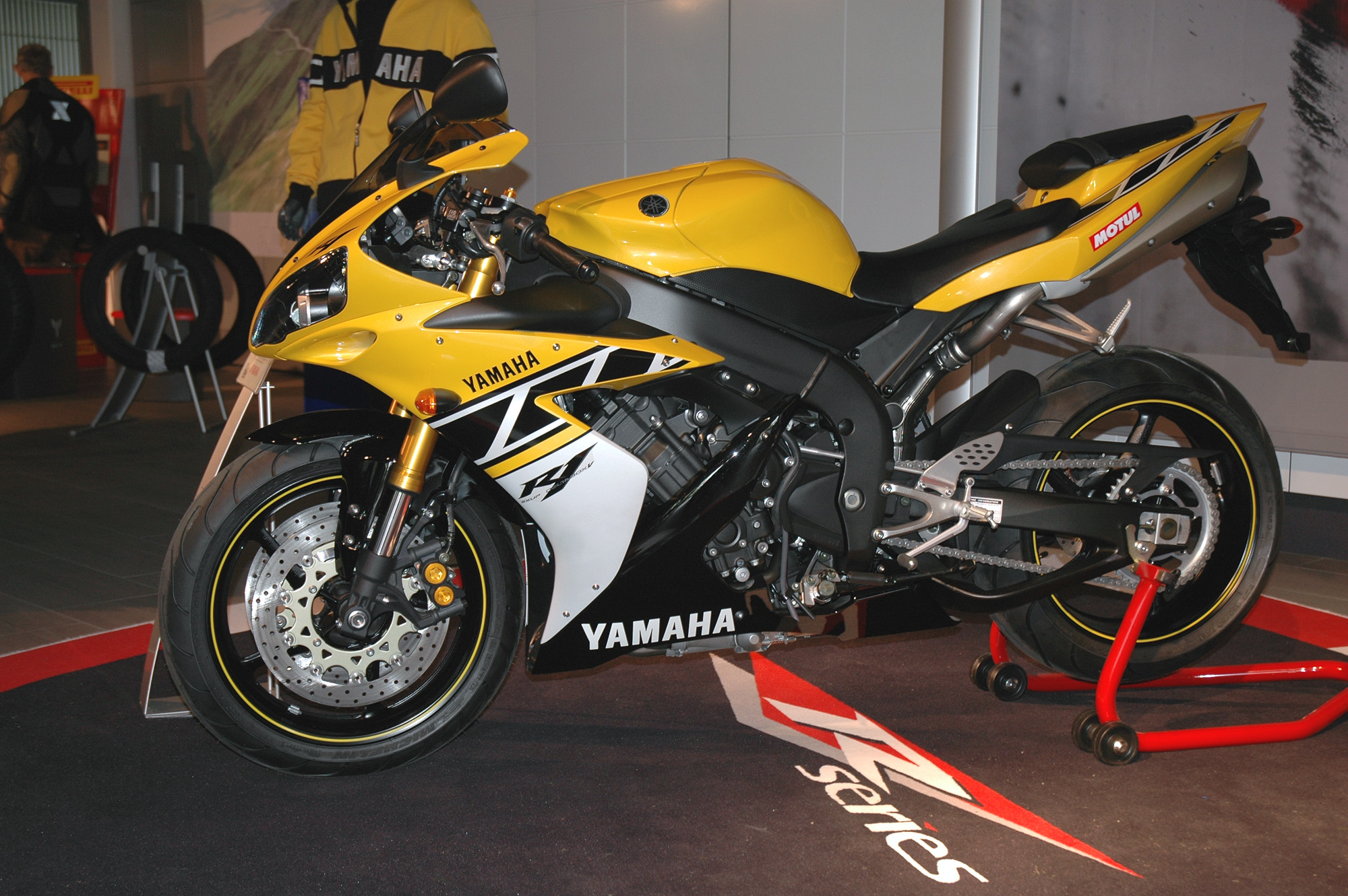
R1 modèle 2006.
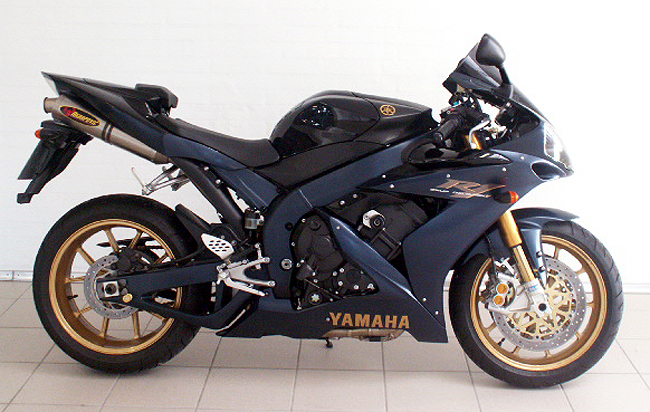
R1 SP.
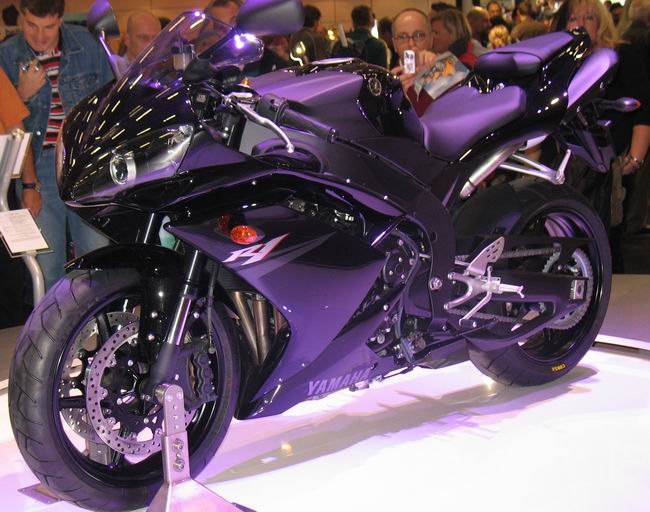
R1 2007.

## YZF R7
Comme en Rallye automobile dans les années 1980 avec les célèbres Groupe B, pour qu'une machine puisse courir en Endurance ou en Superbike, il faut qu'elle ait été produite en série. Pour cette raison, les constructeurs mettent sur le marché des motos de course avec juste le nécessaire pour pouvoir rouler sur route (clignotants, plaque d'immatriculation…). C'est le cas de la Ducati 999R, la Kawasaki ZX-7R et la R7.
Ses 500 exemplaires furent produits de 1999 à 2002. Il fallait débourser 27 440 € auxquels il fallait ajouter le kit performance à 14 400 € pour avoir une machine capable de gagner le Bol d'or. Le moteur développe 160 ch et un ensemble de suspension Öhlins est présent.

## YZF R6
D'une puissance de 120 ch pour 169 kg et environ 600 cm3, la R6 a été conçue en 1999 pour épauler puis remplacer la Thundercat, mais surtout concourir en Supersport. C'est une déclinaison qui pousse plus loin dans la radicalité le concept de la sportivité.
Elle n'a pas cessé d'évoluer dans ce sens depuis, devenant de plus en plus efficace sur circuit, et de moins en moins conviviale sur route.
En 2003, elle procède à sa plus grosse évolution, adoptant une injection électronique et prenant la premiere place des 600 sports. La rigidité accrue de la nouvelle fourche a conduit à une nouvelle conception du cadre principal pour accueillir la nouvelle suspension arrière. Légèreté, maniabilité à toute épreuve, équilibre global inégalé, le tout porté à un niveau supérieur. C'est pourquoi la R6 a remporté le Motorcycle-USA's Supersport Shootout en 2003 et 2004.
Petite évolution en 2005 pour garder sa suprématie, elle adopte aussi une robe dessinée par le designer de Valentino Rossi. Avec deux championnats canadiens Pro 600 Sport Bike à son actif, la Yamaha R6 2005 est prête à connaître un succès encore plus grand grâce à une série d'améliorations importantes pour l'année-modèle 2005. À première vue, l'aspect extérieur de la nouvelle R6 peut sembler similaire, mais les apparences sont trompeuses. Les améliorations ont un effet spectaculaire sur les performances du moteur (126 ch à 13 000 tr/min), la puissance de freinage, la maniabilité et la stabilité. La maniabilité et la réactivité de la R6 ont été renforcées par une toute nouvelle fourche inversée de 41 mm et un nouveau pneu avant de la série 70, tandis que des freins à montage radial plus grands auront un effet significatif sur la puissance de freinage. De nouveaux corps de papillon de 40 mm, une cartographie révisée de l'injection de carburant et des réglages de l'ECU ont permis d'augmenter la puissance du moteur de 3 ch. Ces améliorations sont significatives.
La puissance a augmenté pour atteindre 133 ch sur le modèle 2006 (soit largement plus de 200 ch/L). Elle est la première à revendiquer un régime moteur maxi, selon le constructeur, de 17 500 tr/min. Le passage au banc de certains exemplaires révèlera un régime maxi plus proche de 16 200 tr/min.
Déclinée en rouge et en bleu en 1999 dans des dessins compétition, son évolution s'est peu à peu orientée dans des graphismes plus proche d'un roadster tout en conservant l'agressivité de l'hypersportive.

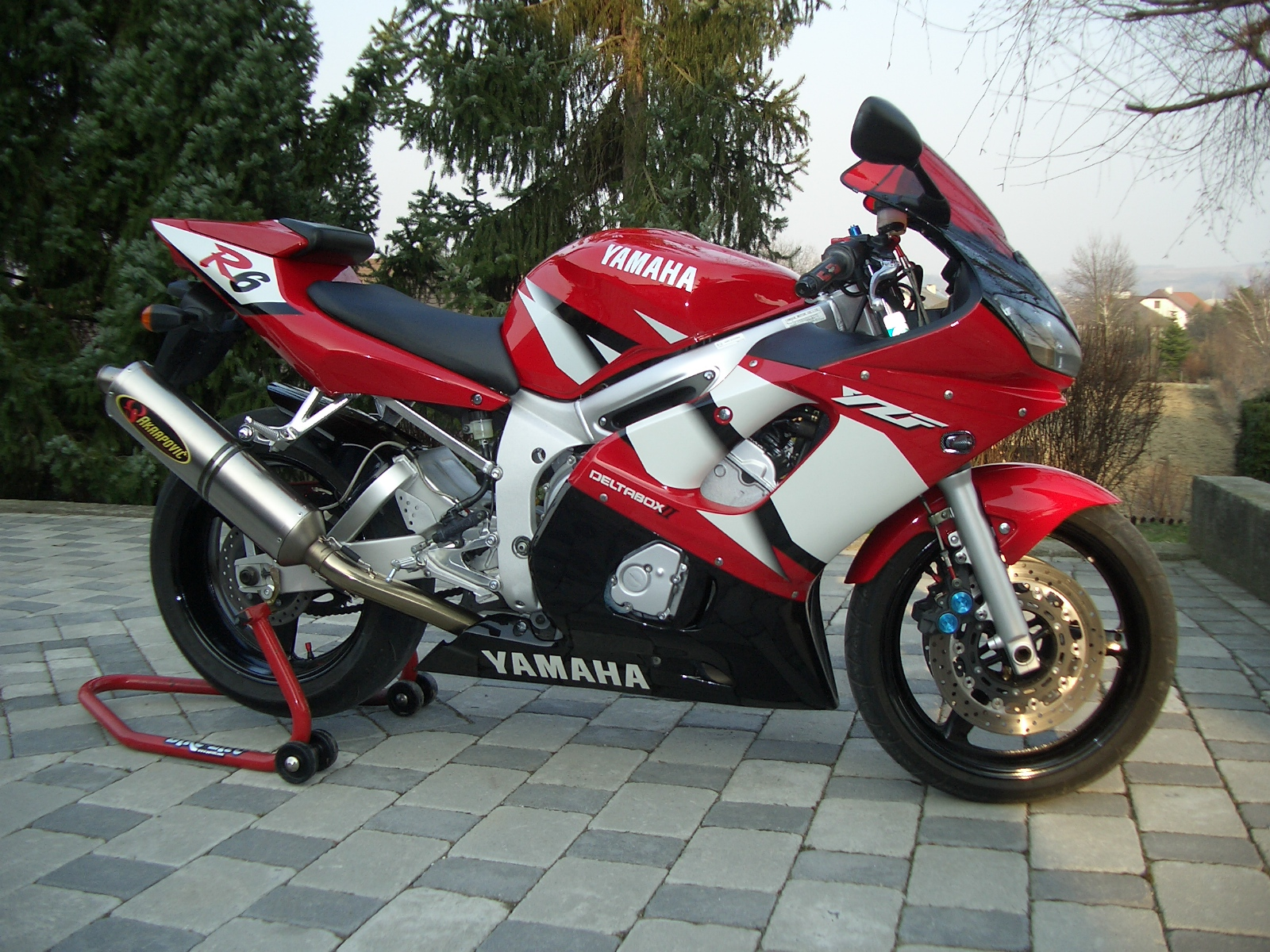
R6 modèle 2001.
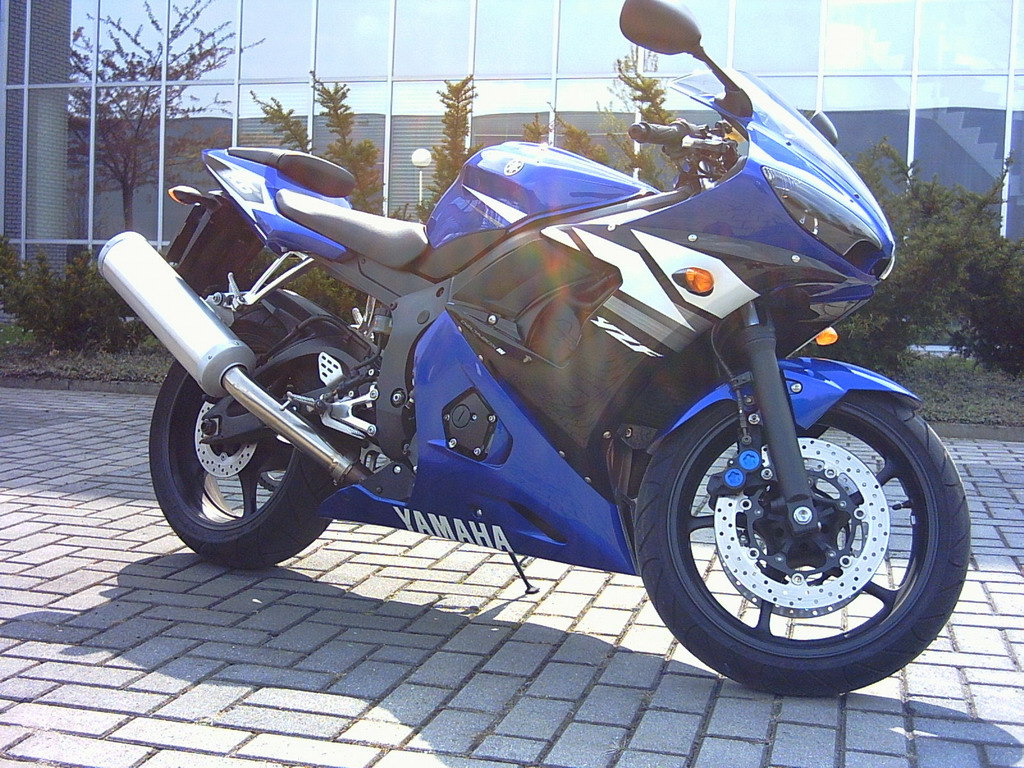
R6 modèle 2004.
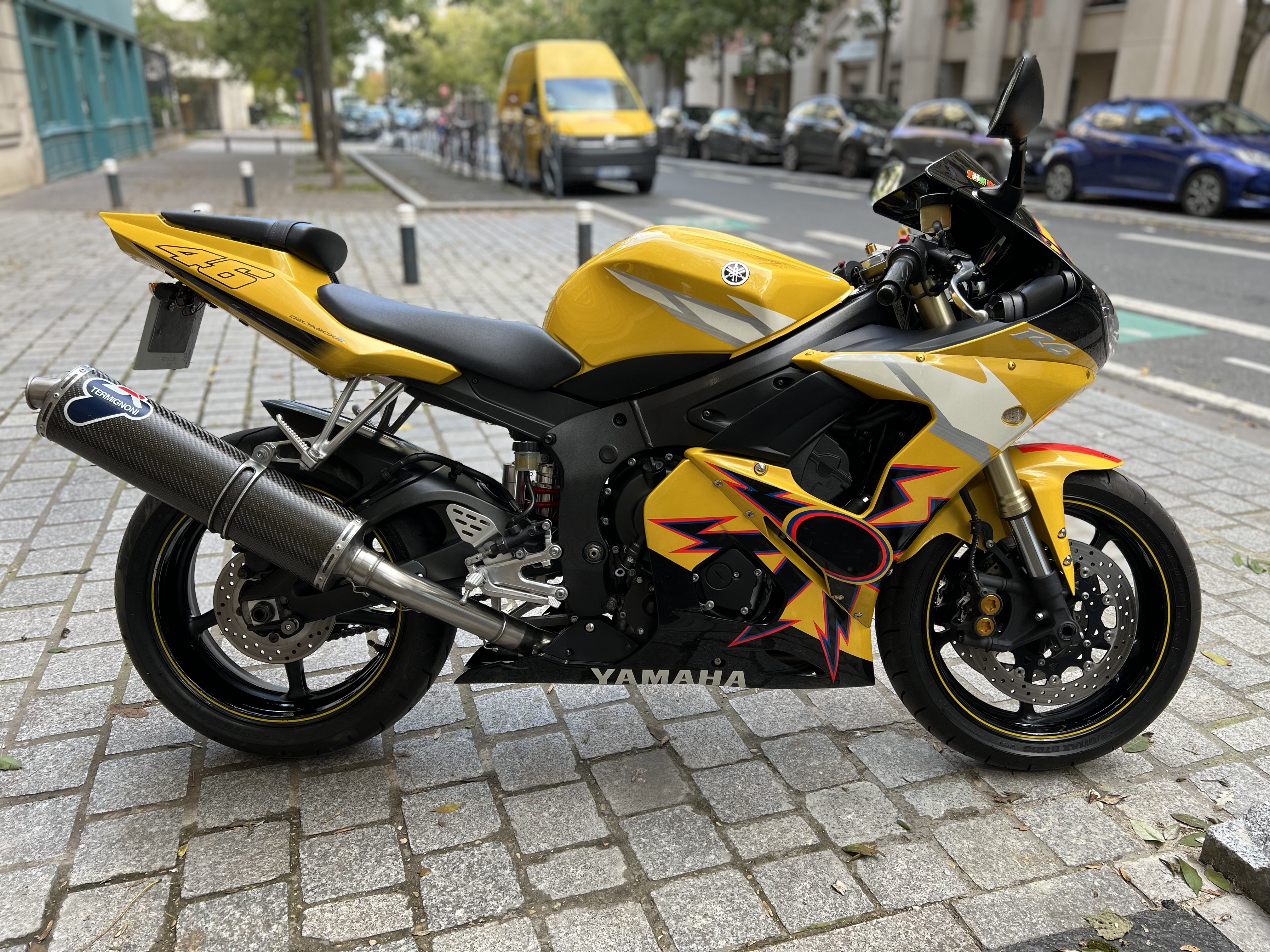
YZF-R6 2005 série limitée R46 Valentino Rossi.
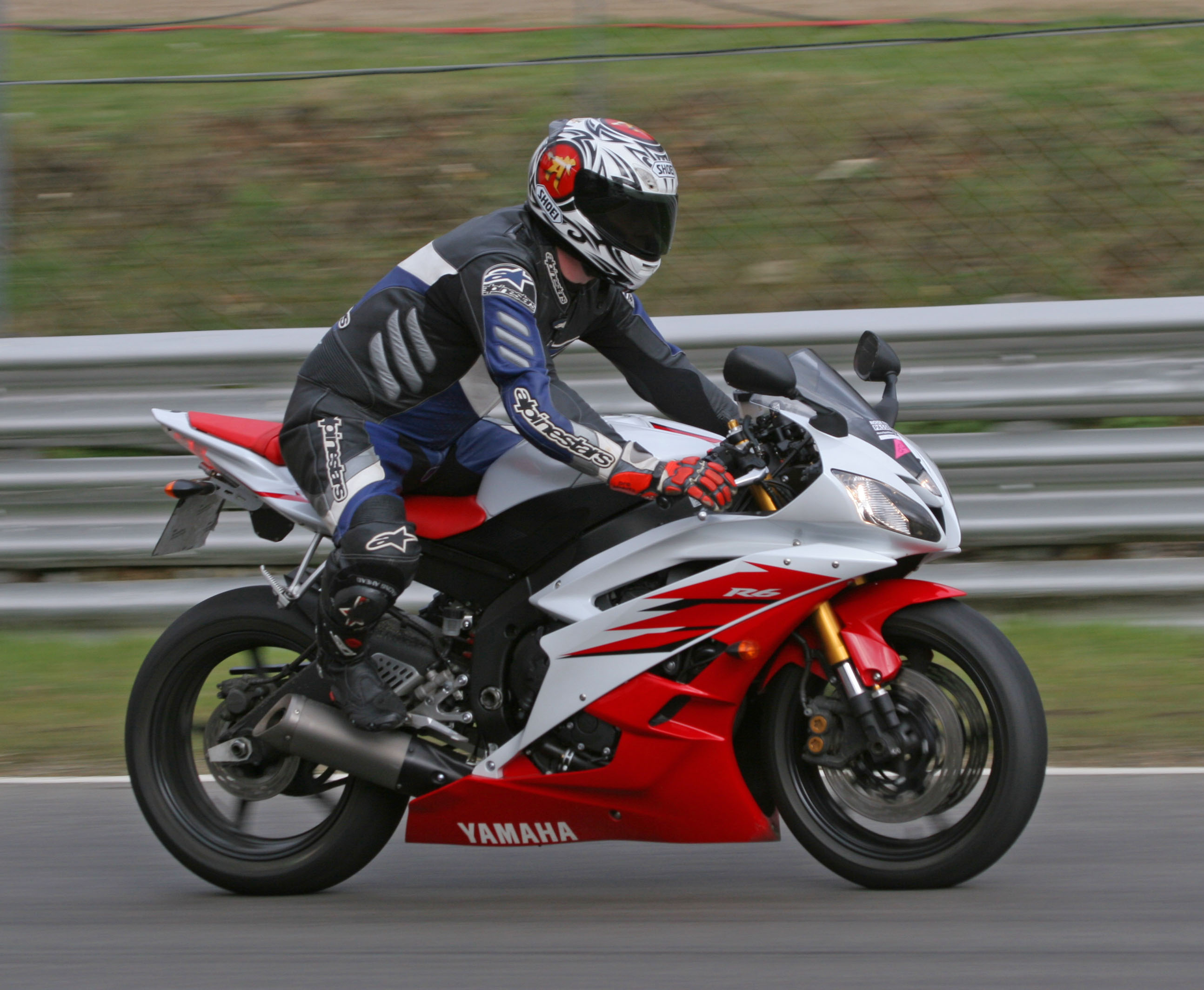
R6 modèle 2006.
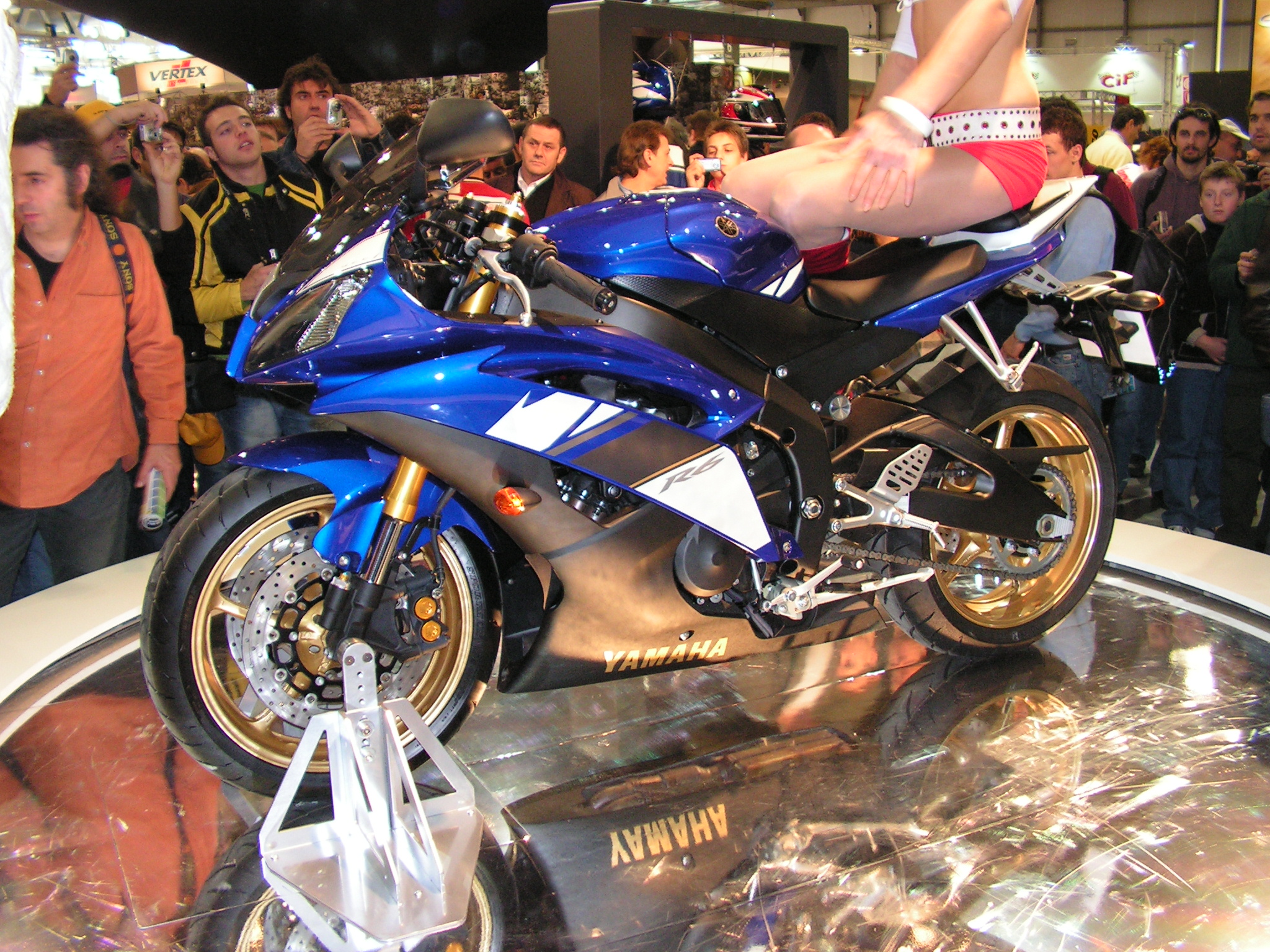
R6 modèle 2008.

## YZF R125

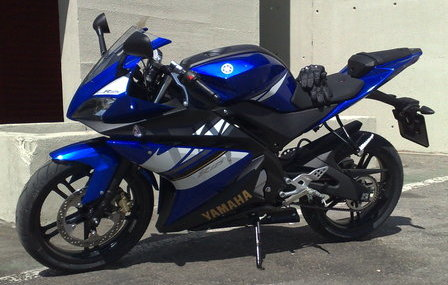
YZF-R125.

La YZF R125 est présentée fin 2007. Pour concurrencer la CBR 125, Yamaha présente une petite machine typée sport, animée par un monocylindre quatre temps à refroidissement liquide, développant les 15 ch légaux pour satisfaire à la loi d'équivalence permis B/permis A1.
Elle bénéficie d'un cadre périmétrique Deltabox Kyesto, de disques de freins de 292 et 230 mm, respectivement à l'avant et à l'arrière, d'une fourche télescopique de 33 mm de diamètre, d'un bras oscillant en aluminium et d'un design ressemblant à ses sœurs R6 et R1.
Elle subit un léger relooking et de nombreuses nouvelles pièces moteur en 2014.
Il existe dans les pays d'Asie et d'Inde une version proche nommée « R15 » de 150 cm3 d'environ 17 ch.

## YZF R 300
La YZF R3 ou R300 est sortie en 2015, reprenant pour la majeure partie les propriétés de la R25 sortie dans les pays émergents. Yamaha lui donne un inédit bicylindre 321 cm3 de 42 ch à 10 750 tr/min. Elle est spécialement construite pour répondre au besoin du permis A MTT1 limité à 48 ch.